# Comuna Starîțkivka, Mașivka
Starîțkivka (în ucraineană Старицьківка) este o comună în raionul Mașivka, regiunea Poltava, Ucraina, formată din satele Oleksiivka, Rubanivka, Soneacine, Starîțkivka (reședința) și Zorea.

## Demografie
Componența lingvistică a comunei Starîțkivka
     Ucraineană (95,17%)
     Rusă (4,71%)
Conform recensământului din 2001, majoritatea populației comunei Starîțkivka era vorbitoare de ucraineană (95,17%), existând în minoritate și vorbitori de rusă (4,71%).